# Rozkoš (Kounov)
Rozkoš (německy Roskosch) je malá vesnice, část obce Kounov v okrese Rychnov nad Kněžnou. Nachází se asi 1 km na jih od Kounova. Prochází zde silnice II/309. V roce 2009 zde bylo evidováno 46 adres. V roce 2001 zde trvale žilo 66 obyvatel.
Rozkoš leží v katastrálním území Kounov u Dobrušky o výměře 5,26 km2.

## Historie
První písemná zmínka o obci pochází z roku 1544.

## Pamětihodnosti
- Venkovská usedlost čp. 1

## Další fotografie

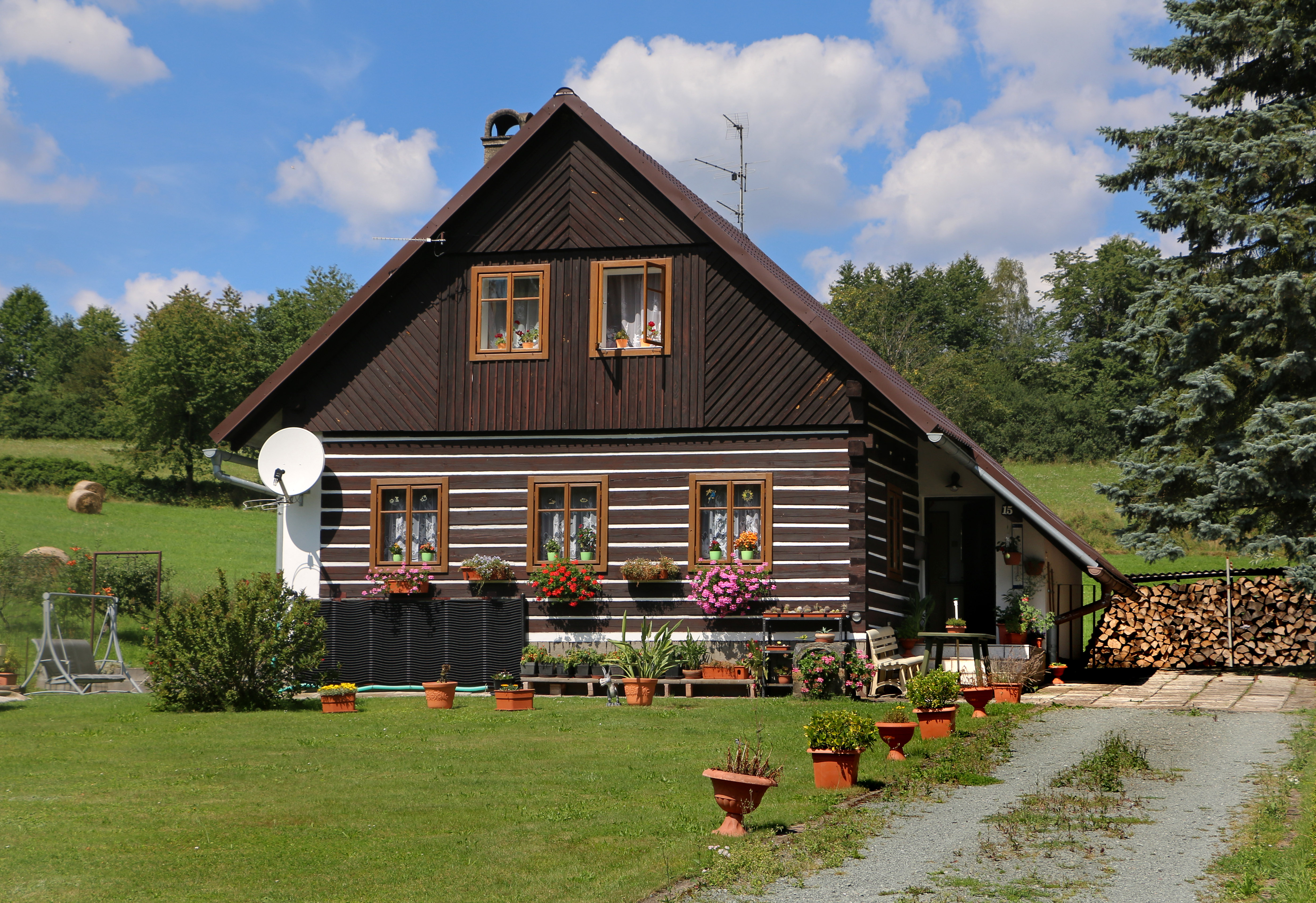
Dům čp. 15
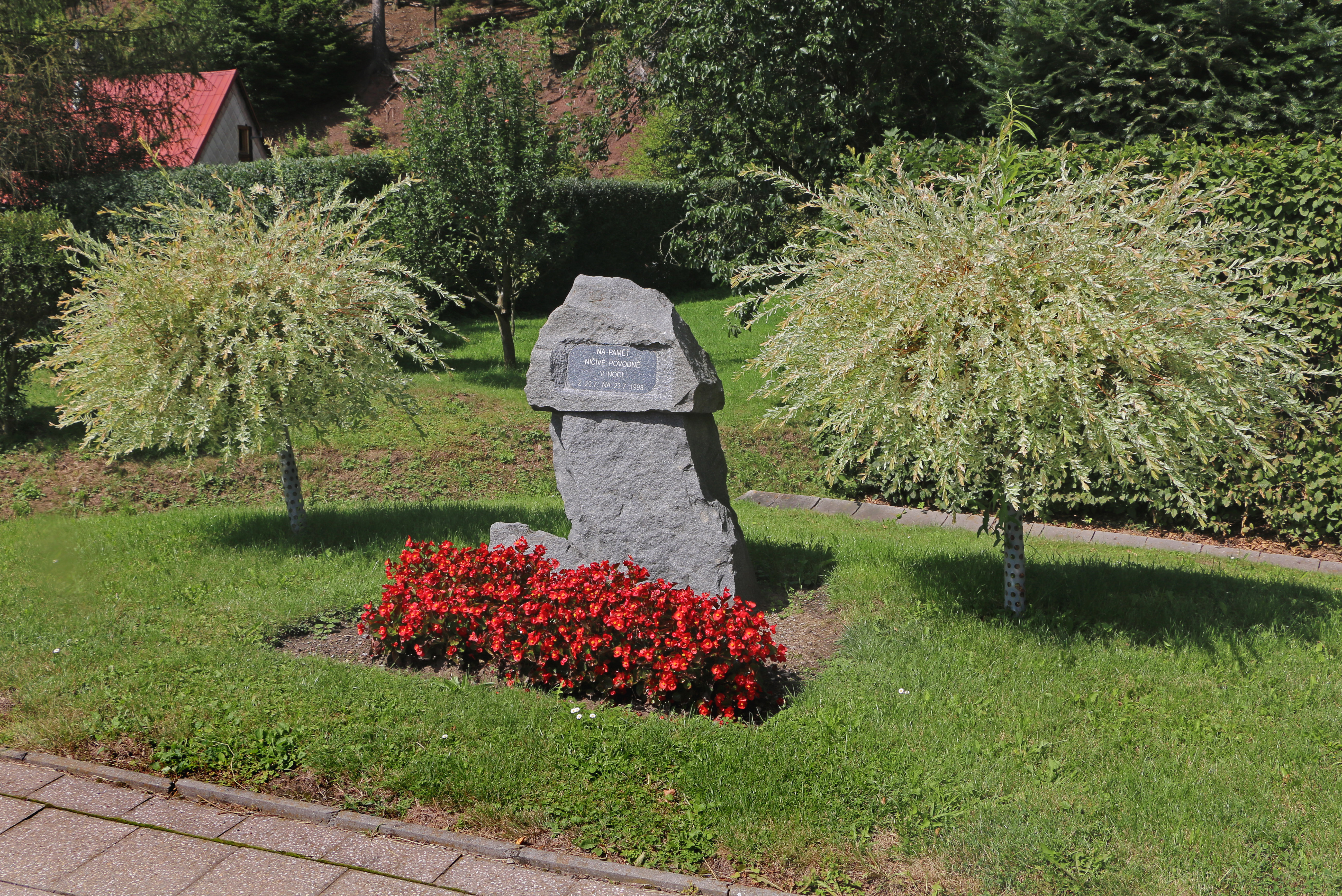
Památník povodni z roku 1998
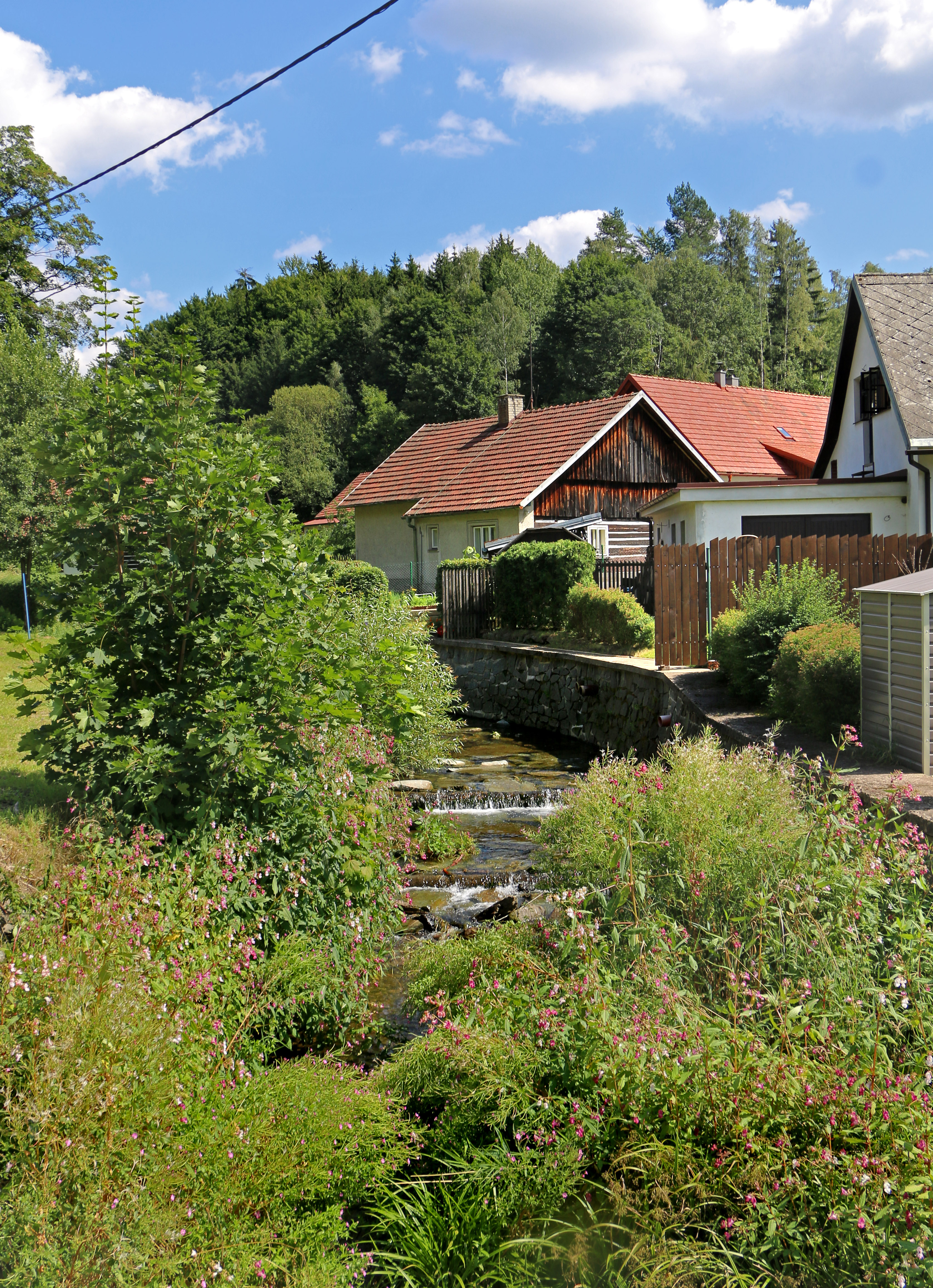
Potok Hluky
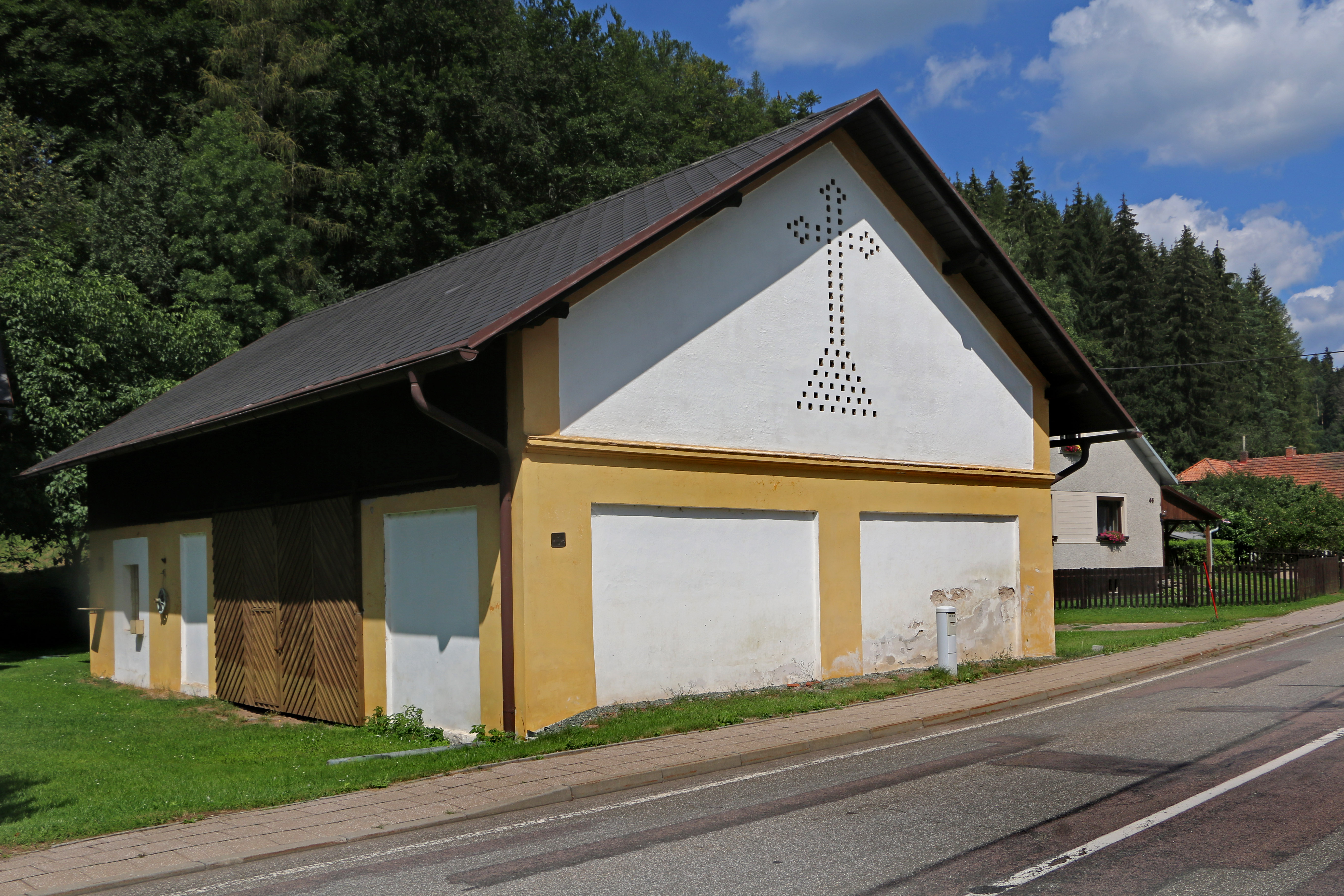
Bývalá stodola